# ファンファーレ・バンド
ファンファーレ・バンド（fanfare band）は、主にサクソフォーンと金管楽器、打楽器で構成される、広義の吹奏楽の形態の一つである。
ファンファーレ・オーケストラ（fanfare orchestra）やこの編成が広く普及しているオランダ語圏での呼称に基づくファンファーレ・オルケスト（fanfare orkest）、あるいは単にファンファーレ（fanfare）とも呼ばれる。

## 概要

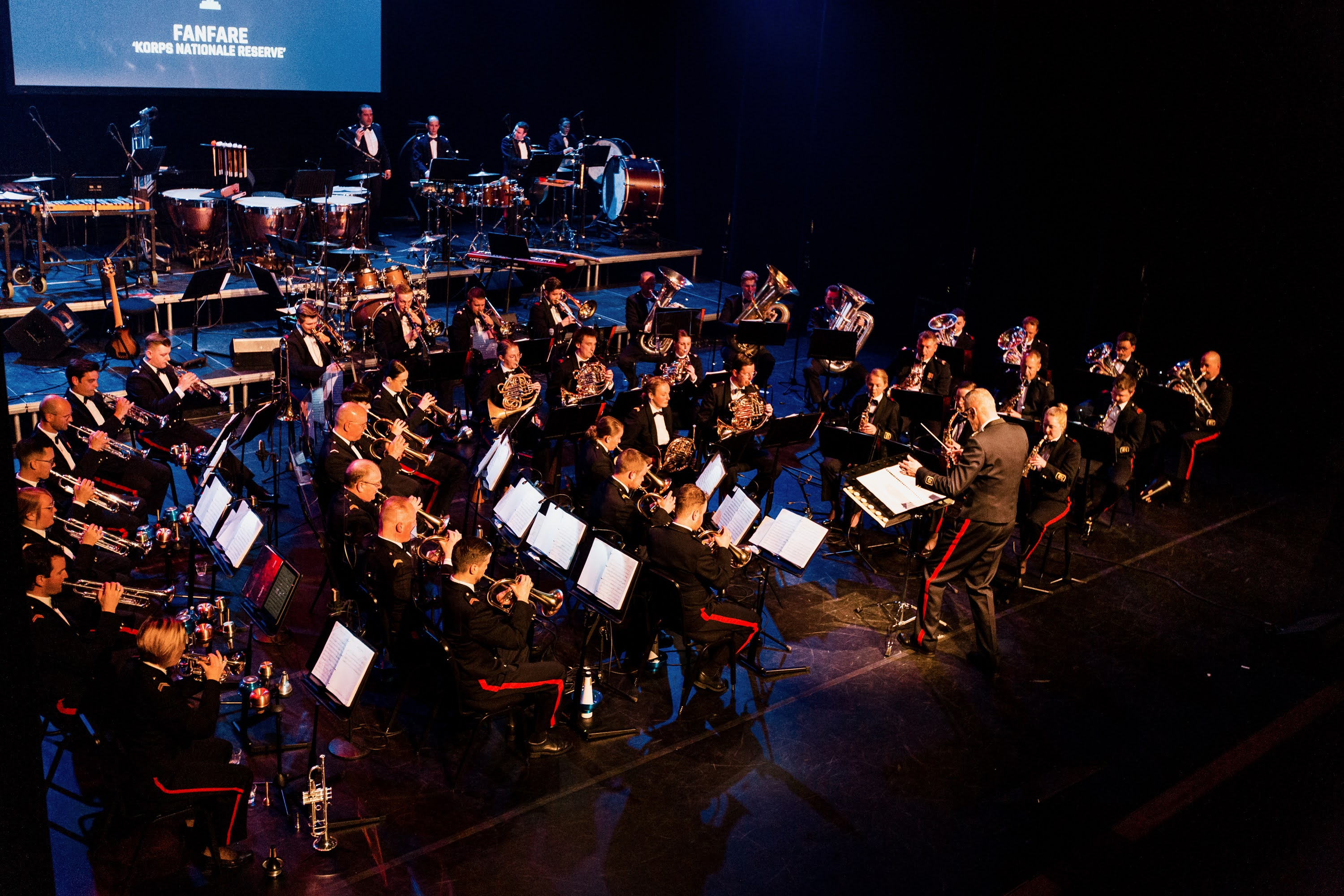
オランダ陸軍予備隊ファンファーレバンド (nl)

ベルギーの楽器製作者アドルフ・サックスが開発、改良したサクソフォーンとサクソルン族の金管楽器、特に狭義の吹奏楽におけるB♭クラリネットのような役割を果たすフリューゲルホルンを中心として、そこにオーケストラや吹奏楽でも使用されるトランペット、ホルン、トロンボーン、打楽器が加わる編成が一般的である。
ベルギーやオランダを中心に発展し、これらの地域においては吹奏楽（harmonie）、ブラスバンドと並ぶ管楽合奏の形態として認知されている。そのため、これらの合奏形態を総称するハファブラ（HaFaBra）という表現も見られる。
日本ではまだほとんど認知されていないが、洗足学園音楽大学が合奏授業としてカリキュラムに取り入れており、またプロの楽団も結成されている。

## 楽曲
吹奏楽やブラスバンドと同様に既存のクラシックやポピュラーなどからの編曲も多いが、ファンファーレ・バンドのために作曲された楽曲も少なくない。
フィリップ・スパークやヤン・ヴァン・デル・ローストといった吹奏楽曲やブラスバンド曲で知られる作曲家がこの編成のために曲を書いており、オランダやベルギーの出版社では同じ曲をこれら三つの編成用にそれぞれ出版することもある。